# Radgonica
Radgonica este o localitate din comuna Litija, Slovenia, cu o populație de 11 locuitori.